# Tim Bottinga
Tim Bottinga (Den Haag, 16 februari 1994) is een Nederlandse handballer van het Noord-Hollandse Aalsmeer.

## Erelijst
| Competitie              | Aantal | Jaren            |
| ----------------------- | ------ | ---------------- |
| Aalsmeer                |        |                  |
| Landskampioen           | 3x     | 2017/18, 2018/19 |
| SuperCup                | 1x     | 2018             |
| Persoonlijke prijsen    |        |                  |
| Talent van het jaar     | 2014   | 2014             |
| Handballer van het jaar | 2019   | 2019             |